# 流域

流域示意圖

流域是以分水岭为界的一个河流、湖泊或海洋等的所有水系所覆盖的区域，以及由水系構成的集水区。地面上以分水嶺為界之區域稱為流域。流域內之逕流集中於最低點而流出。最低點通常設有水文站量測流量或水位。流域內水文現象與流域特性有密切關係。
按水体是否与海洋连通，可分为外流区和内流区。外流区可按连通的大洋分为太平洋流域、大西洋流域、印度洋流域和北冰洋流域。并可进一步按河流、湖泊甚至一个支流细分，如长江流域。世界上流域面积最大的河流是亚马孙河。
太平洋流域约占地球上陆地面积的13%，印度洋流域也占约13%，而大西洋流域最多，约占47%──这其中包括密西西比河、刚果河和亚马孙河等大河流域。

## 流域特性
- 面積 A：流量、尖峰流量、蓄水量多少及集流時間、稽延時間長短皆與流域面積大小成正向關係。
- 河床坡度 S：一般河流上游坡度較大，向下游漸減少，河床縱剖面為向上凹，一般流域河道坡度僅考慮主流長度。
- 主流長度 L0 ：流域在水平面上投影最長的河流之長度。
- 平均寬度 W：流域面積A除以其主要河川長度 L0。
- 周長 P：流域沿分水嶺之長度。
- 河川密度或稱排水密度 D：流域中全部河川之總長度 L 除以流域面積 A，即單位流域面積內河川分布情形。 D 值大者表示為高度河川切割之區域，降水可迅速排出。D 值小則表示排水不良，降水排出緩慢。由觀測得知，D 值大者其土壤容易被沖蝕或不易滲透，坡度陡，植物覆蓋少；D 值小者，其土壤能抗沖蝕或易滲透，坡度小。
- 河溪級序 J：發源小溪為一級小溪，兩條以上一級河溪匯合為二級溪流，兩條以上第j-1級河溪匯合成j級河溪，一般河溪級序愈大，流域面積愈大，河道斷面流量愈大。
- 分岔比 R：j-1 級河溪級序數目與其大一級j級河溪級序數目之比值。影響流量歷線之分佈及形狀。

水文學家常將流量歷線參數（尖峰流量、洪峰時間、稽延時間、集流時間）；單位歷線參數（尖峰流量、稽延時間和基期），與流域特性參數（面積、主流長度、平均坡度、排水密度、分岔比）等資料經由統計分析，形成複迴歸型式公式使用。